# Самаке, Али
Али́ Самаке́ (фр. Ali Samake; род. 30 января 2000, Бугуни, Мали) — малийский футболист, защитник албанского клуба «Динамо».

## Клубная карьера
В июле 2017 года перешёл в основную команду «Торино». В 2019 году отправился в аренду в клуб «Лекко». По возвращении в «Торино» вновь отправился в аренду в другой итальянский клуб — «Кьери».
Летом 2020 года заключил контракт с кипрским клубом «Айя Напа».
В августе 2021 года перешёл в «Динамо» из албанского города Тирана. Дебют в чемпионате Албании состоялся 12 сентября в матче с «Кастриоти».